# Вујадин Иванишевић
Вујадин Иванишевић (Београд, 26. фебруар 1958) српски је археолог, нумизматичар  и академик, односно редовни члан  Српске академије науке и уметности, од 7. новембра 2024. године.

## Биографија
Завршио је основне студије археологије на Филозофском факултету Универзитета у Београду 1981. године, магистарске 1986. и докторске 1996. Радио је као научни саветник од 1971. године, на Археолошком институту Београд од 1986. и на Француском факултету, Центру за истраживање историје и Византијске цивилизације (фр. Collège de France, Centre de Recherche d’Histoire et Civilisation de Byzance), у Паризу 2000—2001. Дописни је члан Немачког археолошког института у Берлину од 2011. године, инострани дописни члан Академије писаног стваралаштва и књижевности Француског института (фр. Académie des Inscriptions et Belles-Lettres de l’Institut de France) од 2016, дописни члан састава Српске академије науке и уметности од 8. новембра 2018. и потпредседник Српског националног комитета за византологију. Добитник је награде Вукове задужбине у области науке 2004. године за колективну монографију „Ново Брдо” и ордена Академске палме у рангу витеза Републике Француске за допринос на ширењу науке и културе 2011.

## Изабрани радови
- Поповић, Марко; Иванишевић, Вујадин (1988). „Град Браничево у средњем веку” (PDF). Старинар. 39: 125—179.
- Иванишевић, Вујадин (1992). „Римски и византијски печати и медаљони из збирке Народног музеја у Пожаревцу”. Нумизматичар. 15: 47—52.
- Баван, Бернар; Иванишевић, Вујадин (1997). „Царичин град: Рановизантијски град” (PDF). Старинар. 48: 213—217.
- Иванишевић, Вујадин (1998). „Новац краља Радослава”. Зборник радова Византолошког института. 37: 87—95.
- Баван, Бернар; Иванишевић, Вујадин (1998). „Царичин Град - Истраживања у 1997. години” (PDF). Лесковачки зборник. 38: 419—425.
- Баван, Бернар; Иванишевић, Вујадин (1999). „Царичин Град - Истраживања у 1998. години” (PDF). Лесковачки зборник. 39: 489—496.
- Баван, Бернар; Иванишевић, Вујадин (2000). „Царичин град: истраживања у 1999. години” (PDF). Лесковачки зборник. 40: 335—340.
- Баван, Бернар; Иванишевић, Вујадин (2002). „Царичин град: истраживања у 2000. години” (PDF). Лесковачки зборник. 42: 55—68.
- Иванишевић, Вујадин (2004). „Развој хералдике у средњовековној Србији” (PDF). Зборник радова Византолошког института. 41: 213—234.
- Баван, Бернар; Иванишевић, Вујадин (2004). „Царичин Град (1998-2003)” (PDF). Старинар. 53-54 (2003-2004): 301—309.
- Баван, Бернар; Иванишевић, Вујадин (2005). „Царичин град - преглед истраживања од 1998. до 2003. године” (PDF). Лесковачки зборник. 45: 23—36.
- Баван, Бернар; Иванишевић, Вујадин (2006) [2003]. Ivstiniana Prima - Царичин Град (2. изд.). Лесковац: Народни музеј.
- Баван, Бернар; Иванишевић, Вујадин (2009). „Царичин град - преглед истраживања 2007. и 2008. године” (PDF). Лесковачки зборник. 49: 247—258.
- Иванишевић, Вујадин (2011). „У сусрет стогодишњици истраживања Царичиног града” (PDF). Лесковачки зборник. 51: 53—65.
- Иванишевић, Вујадин (2012). „Печат цара Алексија I из тврђаве Рас” (PDF). Византијски свет на Балкану. 2. Београд: Византолошки институ. стр. 57—64. Архивирано из оригинала (PDF) 09. 12. 2017. г. Приступљено 01. 09. 2022.
- Иванишевић, Вујадин (2012). „Печат Константина митрополита Драча из збирке Народног музеја у Лесковцу” (PDF). Лесковачки зборник. 52: 7—12.
- Иванишевић, Вујадин; Радић, Весна (2012). „Венецијански печати из збирке Народног музеја у Београду” (PDF). Нумизматичар. 30: 257—264.
- Ivanišević, Vujadin (2012). „Barbarian Settlements in the Interior of Illyricum: The Case of Caričin Grad”. The Pontic-Danubian Realm in the Period of the Great Migration. Paris-Belgrade: Centre de Recherche d'Histoire et Civilisation de Byzance; Archaeological Institute. стр. 57—69.
- Stamenković, Sonja; Ivanišević, Vujadin (2013). „Rimski i ranovizantijski carski pečati iz zbirke Narodnog muzeja u Beogradu” (PDF). Нумизматичар. 31: 239—252.
- Иванишевић, Вујадин; Стаменковић, Соња (2013). „Разградња фортификације Акропоља Царичиног града” (PDF). Лесковачки зборник. 53: 22—32.
- Иванишевић, Вујадин (2014). „Налази новца из Источног подграђа Царичиног града” (PDF). Лесковачки зборник. 54: 41—52.
- Ivanišević, Vujadin; Stamenković, Sonja (2014). „Late Roman fortifications in the Leskovac basin in relation to urban centres” (PDF). Старинар. 64: 219—230.
- Иванишевић, Вујадин (2015). „Нове и ретке варијанте рановизантијског новца са Царичинг града (Justiniana Prima)”. Нумизматичар. 33: 89—97.
- Ivanišević, Vujadin (2015). „The Danubian Limes of the Diocese of Dacia in the 5th Century”. The Frontier World: Romans, Barbarians and Military Culture. Budapest: Institute for Archaeological Sciences. стр. 653—665.
- Иванишевић, Вујадин; Бугарски, Иван; Стаменковић, Александар (2016). „Нова сазнања о урбанизму Царичиног града: Примена савремених метода проспекције и детекције” (PDF). Старинар. 66: 143—160.
- Иванишевић, Вујадин; Бугарски, Иван (2017). „Програм нових истраживања Царичиног града” (PDF). Лесковачки зборник. 57: 51—62.
- Ivanišević, Vujadin; Krsmanović, Bojana (2018). „New Byzantine Seals from Morava (Margum) and Braničevo” (PDF). Старинар. 68: 111—124.
- Иванишевић, Вујадин; Радић, Весна (2018). „Рановизантијски новац из Царичиног града (Justiniana Prima) у Збирци Народног музеја у Београду” (PDF). Нумизматичар. 36: 73—101.
- Ivanišević, Vujadin; Bugarski, Ivan; Stamenković, Aleksandar (2019). „The Outer Forts of Caričin Grad: Visualisation of Digital Terrain Models and Interpretation” (PDF). Старинар. 69: 297—316.
- Bavant, Bernard; Ivanišević, Vujadin, ур. (2019). Caričin Grad IV: Catalogue des objets des fouilles anciennes et autres études. 4. Belgrade; Rome: Institute archéologique de Belgrade; Ecole française de Rome.
- Иванишевић, Вујадин (2020). „Новац у Србији у време првих Немањића”. Стефан Првовенчани и његово доба. Београд: Историјски институт. стр. 389—410.
- Бугарски, Иван; Иванишевић, Вујадин (2023). „Сирмијум и област Друге Паноније у VI и VII веку у светлу нових налаза”. Зборник радова Византолошког института. 60 (2): 669—693.